# Flyr
Flyr AS (OSE : FLYR) était une compagnie aérienne à bas prix norvégienne. Basée à Oslo avec une base opérationnelle à l'aéroport d'Oslo Gardermoen, la compagnie aérienne assure des vols intérieurs et internationaux vers des destinations touristiques européennes. Flyr a été fondée par Erik G. Braathen en 2020, l'ancien PDG de la défunte compagnie aérienne norvégienne Braathens .Après des problèmes financiers, la compagnie dépose le bilan le 1er février 2023.

## Liaisons

### Vols intérieurs
En juin 2021, Flyr a reçu son certificat de transporteur aérien auprès des autorités de l'aviation norvégienne. Le premier vol d'Oslo à Tromsø a été effectué par un Boeing 737-800,.

### Vols internationaux
Flyr a annoncé la mise en service d'une liaison Bruxelles - Oslo à partir du 6 mai 2022.

## Flotte

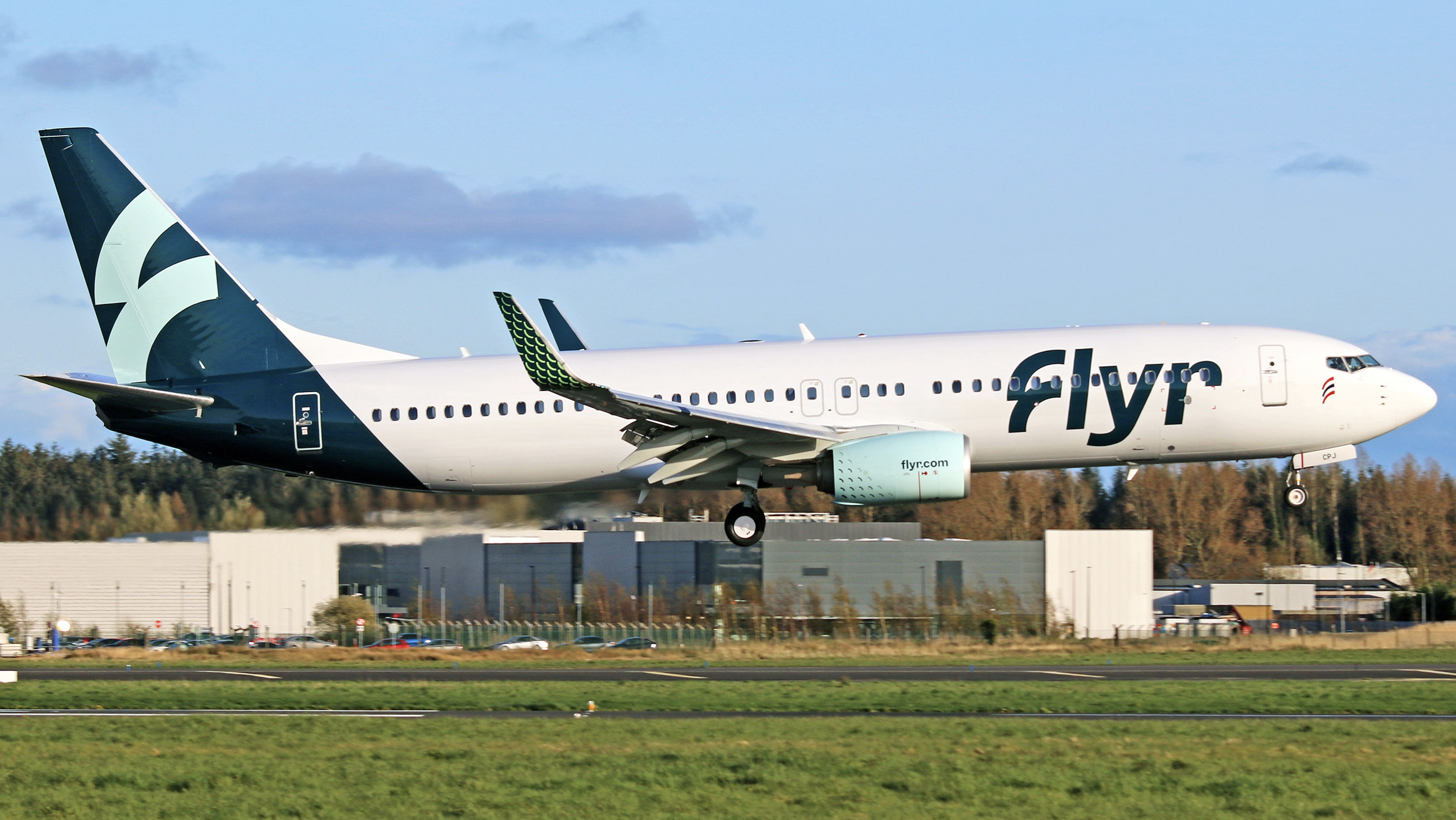
Un Boeing 737-800 de Flyr

La flotte de Flyr se compose des avions suivants :
| Avion            | En service | Commandes | Passagers | Remarques |
| ---------------- | ---------- | --------- | --------- | --------- |
| Boeing 737-800   | 6          | 0         | 189       |           |
| Boeing 737 MAX 8 | 6          | 0         | 189       |           |
| Total            | 12         | 0         |           |           |